# Giro Donne 2010
Il Giro Donne 2010, ventunesima edizione della corsa, si è svolto in dieci tappe dal 2 all'11 luglio, per un percorso totale di 921,9 km. È stato vinto dalla statunitense Mara Abbott, che ha terminato la corsa in 25h15'54".

## Percorso
A differenza dell'edizione precedente, che si tenne interamente nell'Italia meridionale, il Giro 2010 ha attraversato quattro regioni del Nord Italia per un percorso totale di 921,9 km suddiviso in dieci tappe e adatto alla vittoria finale delle scalatrici pure. Le prime quattro frazioni, pressoché interamente pianeggianti, hanno percorso le strade di Friuli-Venezia Giulia e Veneto: per la prima volta Trieste ha accolto il Giro Donne, con il traguardo della prima tappa, mentre nella seconda di scena è stato il tradizionale passaggio attraverso la Marca Trevigiana, da Sacile a Riese Pio X (comune sede dello sponsor Pasta Zara).
Lasciato il Friuli ed entrati in Veneto, la terza tappa è stata dedicata a due dei principali sponsor della corsa, Diadora e Geox, con partenza da Caerano San Marco, sede della prima azienda, e arrivo a Biadene, sede della seconda. L'ultima frazione in terra veneta ha visto l'attraversamento del Polesine. Lasciate le tappe adatte alle velociste, il Giro si è trasferito in Piemonte, che ha accolto un circuito attorno al Lago d'Orta con arrivo a Pettenasco. Con la sesta tappa il trasferimento definitivo in Lombardia, con una prima frazione nel varesotto disegnata dalla medaglia d'argento mondiale a cronometro Noemi Cantele, seguita da un omaggio al compianto Fabio Casartelli nella settima tappa da Como ad Albese con Cassano, attraversando il Triangolo Lariano con il passaggio dalla Colma di Sormano e dal Ghisallo.
Le due tappe decisive hanno visto protagonista la provincia di Sondrio, la prima in costante ascesa con tre GPM (passo del Maloja, Bernina e Forcola di Livigno) e lo sconfinamento in Svizzera, e la seconda con il primo arrivo della storia del Giro al passo dello Stelvio, con dedica al da poco scomparso Franco Ballerini. La tappa conclusiva ha attraversato la Brianza, con partenza dall'autodromo di Monza e l'arrivo nel capoluogo brianzolo: una frazione adatta alle velociste.

## Tappe
| Tappa  | Data      | Percorso                                                 | km    | Vincitore di tappa  | Leader cl. generale |
| ------ | --------- | -------------------------------------------------------- | ----- | ------------------- | ------------------- |
| 1ª     | 2 luglio  | Muggia > Trieste                                         | 59    | Ina-Yoko Teutenberg | Ina-Yoko Teutenberg |
| 2ª     | 3 luglio  | Sacile > Riese Pio X                                     | 130   | Ina-Yoko Teutenberg | Ina-Yoko Teutenberg |
| 3ª     | 4 luglio  | Caerano San Marco > Biadene Di Montebelluna (Cron. ind.) | 16,9  | Ina-Yoko Teutenberg | Ina-Yoko Teutenberg |
| 4ª     | 5 luglio  | Ficarolo > Lendinara                                     | 90    | Ina-Yoko Teutenberg | Ina-Yoko Teutenberg |
| 5ª     | 6 luglio  | Orta San Giulio > Pettenasco                             | 122   | Marianne Vos        | Marianne Vos        |
| 6ª     | 7 luglio  | Gallarate > Arcisate                                     | 116,7 | Marianne Vos        | Marianne Vos        |
| 7ª     | 8 luglio  | Como > Albese                                            | 110,8 | Evelyn Stevens      | Marianne Vos        |
| 8ª     | 9 luglio  | Chiavenna > Livigno                                      | 93    | Mara Abbott         | Mara Abbott         |
| 9ª     | 10 luglio | Livigno > Stelvio                                        | 68,5  | Mara Abbott         | Mara Abbott         |
| 10ª    | 11 luglio | Monza > Monza                                            | 115   | Shelley Evans       | Mara Abbott         |
| Totale | Totale    | Totale                                                   | 921,9 |                     |                     |

## Squadre e corridori partecipanti
Al Giro Donne 2010 sono state invitate 16 squadre, tredici formazioni UCI Women's e tre rappresentative nazionali, Stati Uniti, Paesi Bassi e Australia. Sono iscritte alla competizione 127 cicliste.
| N.    | Cod. | Squadra                        |
| ----- | ---- | ------------------------------ |
| 1-8   | CWT  | Cervélo TestTeam Women         |
| 11-18 | TCW  | Team HTC-Columbia Women        |
| 21-28 | LLT  | Lotto Ladies Team              |
| 31-38 | GAU  | Gauss-RDZ-Ormu                 |
| 41-48 | FEN  | Fenixs-Petrogradets            |
| 51-58 | SAF  | Safi-Pasta Zara                |
| 61-68 | TOG  | Top Girls Fassa Bortolo-Ghezzi |
| 71-78 | MIC  | SC Michela Fanini-Record-Rox   |

| N.      | Cod. | Squadra                  |
| ------- | ---- | ------------------------ |
| 81-88   | USC  | Chirio-Forno d'Asolo     |
| 91-98   | VAI  | Vaiano-Tepso-Solaristech |
| 101-108 | VAD  | Team Valdarno            |
| 111-118 | NED  | Nazionale olandese       |
| 121-127 | AUS  | Nazionale australiana    |
| 131-138 | USA  | Nazionale statunitense   |
| 141-148 | BPD  | Bizkaia-Durango          |
| 151-158 | DKT  | Debabarrena-Kirolgi      |

## Avvenimenti
Presentata ufficialmente al Museo dello Sport Diadora a Caerano San Marco il 27 febbraio 2010, la ventunesima edizione della principale corsa a tappe del calendario internazionale femminile UCI ha preso il via il 2 luglio da Muggia con una tappa in linea, dopo diverse edizioni iniziate con un cronoprologo. Organizzata dalla Epinike A.S.D., la competizione è stata diretta da Giuseppe Rivolta.
Le prime quattro tappe sono state dominte dalla tedesca Ina-Yoko Teutenberg, atleta della HTC-Columbia Women, che ha colto tre vittorie in volata e dominato anche la frazione contro il tempo, indossando la maglia fino alla quinta tappa. In quest'ultima frazione, la prima tenutasi al di fuori del Triveneto, con il circuito attorno al Lago d'Orta in Piemonte, è stata Marianne Vos (Nazionale olandese) a cogliere la vittoria e a conquistare la maglia rosa, ripetendosi anche il giorno successivo sul traguardo di Arcisate e mantenendo la maglia anche nella tappa del Triangolo Lariano vinta dalla statunitense Evelyn Stevens (HTC-Columbia).
Al termine dell'ottava frazione, la prima di montagna, il simbolo del primato nella classifica generale è passato sulle spalle di Mara Abbott (Nazionale statunitense), vincitrice a Livigno. Il giorno successivo, la prima scalata nella storia del Giro Donne verso il Passo dello Stelvio, ha visto ancora l'atleta a stelle e strisce concludere vittoriosa, ipotecando quindi la vittoria finale. Il successo è stato ufficialmente di Abbott il giorno successivo, dopo la passerella monzese con vittoria dell'altra statunitense Shelley Evans.
Discorso analogo per la maglia ciclamino, simbolo della classifica a punti, saldamente indossata dalla Teutenberg fino alla sesta tappa grazie alle quattro vittorie consecutive iniziali, poi dalla Vos fino al termine della corsa. È stata la stessa Vos a dominare incontrastata anche la classifica giovani, in cui ha chiuso con oltre un quarto d'ora dalla seconda. La graduatoria riservata alle italiane ha invece visto Giorgia Bronzini indossare la maglia blu, simbolo distintivo, nelle prime tre tappe per poi cedere la leadership a Guderzo, prima in classifica dalla terza tappa in poi.
Maggiormente contrastata è stata la lotta per la classifica scalatori. I pochi punti assegnati nella prima tappa hanno permesso all'olandese Martine Bras (Gauss-RDZ-Ormu) di indossare la maglia verde per le prime quattro tappe. È stata poi la britannica Emma Pooley (Cervélo TestTeam) a prendersi la maglia al termine della sesta tappa, conquistando sul GPM di Cunardo i punti per il sorpasso su Bras. Nella settima tappa è stata invece l'italiana e campionessa del mondo Tatiana Guderzo a vestire di verde; Guderzo ha però poi perso il primato nella tappa successiva a favore di Mara Abbott. E infine, ancora un cambio al termine della tappa dello Stelvio: Pooley è infatti riuscita a conquistare i punti necessari ad assicurarsi la maglia verde scollinando per prima sul GPM di Trepalle e concludendo seconda al traguardo sul passo.
Solo tre atlete (Teutenberg, Vos e Abbott) hanno vestito la maglia rosa. Mara Abbott è stata la prima statunitense a conquistare la classifica generale finale del Giro Donne, dopo il secondo posto dell'edizione 2009 e lo stesso risultato di Amber Neben nel 2008. Prime volte anche per la Pooley in maglia verde e Marianne Vos in maglia bianca. La stessa Vos ha rinconquistato la maglia ciclamino dopo averla già indossata al termine del Giro 2006. La vincitrice della maglia rosa ha ricevuto un premio lordo di 557 €, 250 € sono andati a ciascuna delle atlete vittoriose nelle classifiche accessorie, mentre ogni vincitrice di tappa ha ricevuto un premio lordo di 269 €.
L'organizzazione di quest'edizione del Giro ha voluto rendere continui omaggi a Marina Romoli, ciclista marchigiana vittima di un grave incidente nel giugno precedente: a Romoli è anche stata regalata la maglia rosa al termine della competizione.

## Dettagli delle tappe

### 1ª tappa
- 2 luglio: Muggia > Trieste – 59 km

Risultati
| Pos. | Corridore           | Squadra | Tempo    |
| ---- | ------------------- | ------- | -------- |
| 1    | Ina-Yoko Teutenberg | HTC     | 1h19'14" |
| 2    | Giorgia Bronzini    | Gauss   | s.t.     |
| 3    | Kirsten Wild        | Cervélo | s.t.     |

| Pos. | Corridore           | Squadra | Tempo    |
| ---- | ------------------- | ------- | -------- |
| 1    | Ina-Yoko Teutenberg | HTC     | 1h19'04" |
| 2    | Giorgia Bronzini    | Gauss   | a 4"     |
| 3    | Kirsten Wild        | Cervélo | a 6"     |

Descrizione e riassunto
Dopo sei anni il Giro Donne ritorna sulle strade del Friuli-Venezia Giulia, con una tappa che sostituisce l'abituale cronoprologo disputato fino all'edizione precedente. La prima parte del percorso prevede un circuito da ripetere quattro volte a Muggia, seguito dalla parte in linea che porta fino alla città di Trieste, dove un nuovo circuito sul lungomare viene affrontato tre volte.
Tappa semplice e decisa in volata, con il treno della Nazionale olandese anticipato dalla tedesca Teutenberg che, scattata a 300 metri dal traguardo, resiste all'inseguimento dell'italiana Bronzini.

### 2ª tappa
- 3 luglio: Sacile > Riese Pio X – 130 km

Risultati
| Pos. | Corridore           | Squadra     | Tempo    |
| ---- | ------------------- | ----------- | -------- |
| 1    | Ina-Yoko Teutenberg | HTC         | 3h18'41" |
| 2    | Giorgia Bronzini    | Gauss       | s.t.     |
| 3    | Marianne Vos        | Paesi Bassi | s.t.     |

| Pos. | Corridore           | Squadra | Tempo    |
| ---- | ------------------- | ------- | -------- |
| 1    | Ina-Yoko Teutenberg | HTC     | 4h37'35" |
| 2    | Giorgia Bronzini    | Gauss   | a 8"     |
| 3    | Kirsten Wild        | Cervélo | a 15"    |

Descrizione e riassunto
Dal Friuli la corsa si sposta in Veneto, attraversando le colline delle Prealpi trevigiane - Nervesa della Battaglia, Crocetta del Montello, Montebelluna e Caerano San Marco i principali centri lungo il percorso - per arrivare nella Marca Trevigiana dove è sito il traguardo di Riese Pio X con un circuito finale. La parte centrale della tappa è movimentata e può essere terreno adatto ad eventuali tentativi di fuga, mentre il circuito finale pianeggiante favorisce le velociste.
Dopo 18 km si verifica il primo attacco, con Natal'ja Bojarskaja (Fenixs-Petrogradets) e Roxane Knetemann (Nazionale olandese) che attaccano rimanendo in avanscoperta per 15 km per poi essere riassorbite. Risponde subito Grete Treier (SC Michela Fanini-Record-Rox), campionessa nazionale estone, che rimane in fuga solitaria per più di sessanta chilometri. Solo all'inizio dell'ultimo giro del circuito finale viene raggiunta dal gruppo, tirato dalle atlete della HTC-Columbia Women della maglia rosa. La volata finale vede ancora lo scontro tra Teutenberg e Bronzini, con la tedesca ancora vincitrice.

### 3ª tappa
- 4 luglio: Caerano San Marco > Biadene Di Montebelluna – Cronometro individuale – 16,9 km

Risultati
| Pos. | Corridore           | Squadra | Tempo  |
| ---- | ------------------- | ------- | ------ |
| 1    | Ina-Yoko Teutenberg | HTC     | 21'50" |
| 2    | Kirsten Wild        | Cervélo | a 21"  |
| 3    | Judith Arndt        | HTC     | a 22"  |

| Pos. | Corridore           | Squadra     | Tempo    |
| ---- | ------------------- | ----------- | -------- |
| 1    | Ina-Yoko Teutenberg | HTC         | 4h59'25" |
| 2    | Kirsten Wild        | Cervélo     | a 36"    |
| 3    | Marianne Vos        | Paesi Bassi | a 40"    |

Descrizione e riassunto
La prima ed unica cronometro del Giro vede un percorso adatto alle specialiste, senza asperità e curve e con grandi viali rettilinei. La partenza è sita a Caerano San Marco presso la sede della Diadora, da cui il percorso attraversa Crocetta del Montello, Cornuda e Montebelluna per arrivare al traguardo di Biadene presso la sede della Geox.
Per lungo tempo è la neozelandese Linda Villumsen (Team HTC-Columbia) a mantenere il miglior tempo, con 22'13", insidiata solo da Vos che si ferma a un secondo (22'14"). La prima a batterla è la compagna di squadra Judith Arndt, che la supera di un solo secondo (22'12"), ma anch'essa viene sorpassata di un secondo (22'11") da Kirsten Wild (Cervélo TestTeam), partita per terz'ultima. L'ultima a partire è la maglia rosa Ina-Yoko Teutenberg, che sul traguardo è l'unica che abbatte il muro dei ventidue minuti, terminando in 21'50" e vincendo la terza tappa consecutiva. Invariate le classifiche a punti (Teutenberg) e giovani (Vos), mentre Tatiana Guderzo (dodicesima a 55'30") sfila la maglia blu di migliore italiana a Bronzini.

### 4ª tappa
- 5 luglio: Ficarolo > Lendinara – 90 km

Risultati
| Pos. | Corridore           | Squadra     | Tempo    |
| ---- | ------------------- | ----------- | -------- |
| 1    | Ina-Yoko Teutenberg | HTC         | 2h19'24" |
| 2    | Kirsten Wild        | Cervélo     | s.t.     |
| 3    | Shelley Evans       | Stati Uniti | s.t.     |

| Pos. | Corridore           | Squadra     | Tempo    |
| ---- | ------------------- | ----------- | -------- |
| 1    | Ina-Yoko Teutenberg | HTC         | 7h18'39" |
| 2    | Kirsten Wild        | Cervélo     | a 40"    |
| 3    | Marianne Vos        | Paesi Bassi | a 50"    |

Descrizione e riassunto
Nella quarta tappa il Giro attraversa il Polesine, che già accolse la corsa nelle edizioni precedenti, con un percorso totalmente pianeggiante e un traguardo adatto alle velociste sul rettilineo del centro storico di Lendinara.
Il gruppo rimane pressoché compatto, con i tentativi solo di Viktorija Volohdyna (Chirio-Forno d'Asolo) a metà percorso e delle due italiane Gloria Presti (Top Girls Fassa Bortolo-Ghezzi) e Luisa Tamanini (Chirio-Forno d'Asolo) nel finale, entrambi vanificati dal gruppo. Sul lungo rettilineo del traguardo è ancora la tedesca Teutenberg a regolare in volata le avversarie per la quarta volta consecutiva.

### 5ª tappa
- 6 luglio: Orta San Giulio > Pettenasco – 122 km

Risultati
| Pos. | Corridore       | Squadra     | Tempo    |
| ---- | --------------- | ----------- | -------- |
| 1    | Marianne Vos    | Paesi Bassi | 3h21'20" |
| 2    | Tatiana Guderzo | Valdarno    | a 1"     |
| 3    | Judith Arndt    | HTC         | a 8"     |

| Pos. | Corridore       | Squadra     | Tempo     |
| ---- | --------------- | ----------- | --------- |
| 1    | Marianne Vos    | Paesi Bassi | 10h40'30" |
| 2    | Judith Arndt    | HTC         | a 21"     |
| 3    | Tatiana Guderzo | Valdarno    | a 45"     |

Descrizione e riassunto
Dal Veneto il Giro si sposta in Piemonte, con un lungo circuito attorno al Lago d'Orta da ripetere tre volte per poi portarsi sul traguardo di Pettenasco. Il percorso presenta un Gran Premio della Montagna, la salita di Ameno, e un andamento particolarmente vallonato favorevole agli attacchi.
Tappa caratterizzata da diversi tentativi di fuga sin dal primo giro del lago: la prima a uscire dal gruppo è Lauren Kitchen (Nazionale australiana), poi le big Claudia Häusler e Patricia Schwager (Cervélo TestTeam Women), Giorgia Bronzini (Gauss-RDZ-Ormu), Ol'ga Zabelinskaja (Safi-Pasta Zara), Marianne Vos e Annemiek van Vleuten (Nazionale olandese), ma entrambi i tentativi vengono riassorbiti dal gruppo. Martine Bras (Gauss-RDZ-Ormu), al primo giro, ed Emma Pooley (Cervélo TestTeam), al secondo, passano per prime sul GPM di Ameno guadagnando i punti per la classifica scalatrici. Durante il terzo giro del circuito attacca la spagnola Marta Vilajosana (Fenixs-Petrogradets), che viene ripresa poco prima dell'inizio dell'ultima salita verso il GPM. Proprio l'ultima ascesa verso Ameno lancia la fuga decisiva, con l'azione di Pooley e Vos (la britannica che passa per prima al traguardo per scalatrici) a cui rispondono Häusler, Judith Arndt (Team HTC-Columbia Women), Zabelinskaja, Grete Treier (SC Michela Fanini-Record-Rox), l'iridata Tatiana Guderzo (Team Valdarno), Van Vleuten e la statunitense Mara Abbott (Nazionale statunitense).
Nell'ultimo chilometro è l'olandese Vos ad attaccare, seguita solo dall'italiana Guderzo che però non può nulla nella volata finale. Vos vince la tappa e indossa anche la maglia rosa; rimangono invariate invece le altre classifiche.

### 6ª tappa
- 7 luglio: Gallarate > Arcisate – 116,7 km

Risultati
| Pos. | Corridore          | Squadra     | Tempo    |
| ---- | ------------------ | ----------- | -------- |
| 1    | Marianne Vos       | Paesi Bassi | 3h10'18" |
| 2    | Judith Arndt       | HTC         | s.t.     |
| 3    | Ol'ga Zabelinskaja | Safi        | s.t.     |

| Pos. | Corridore       | Squadra     | Tempo     |
| ---- | --------------- | ----------- | --------- |
| 1    | Marianne Vos    | Paesi Bassi | 13h50'47" |
| 2    | Judith Arndt    | HTC         | a 2"      |
| 3    | Tatiana Guderzo | Valdarno    | a 1'03"   |

Descrizione e riassunto
La Lombardia accoglie la sesta tappa della corsa, in particolare la provincia di Varese, che viene attraversata da sud verso nord fino ad Arcisate, paese natale di Noemi Cantele. Dopo un circuito iniziale pianeggiante a Gallarate, il percorso si sposta sul lago di Varese da cui affronta gli salite di Orino e Cabiaglio, cui segue il gran premio della montagna di Cunardo e l'ascesa verso Ardena. Gli ultimi chilometri verso il traguardo sono un saliscendi verso Porto Ceresio e Viggiù, per poi arrivare ad Arcisate.
Terminato l'iniziale circuito di Gallarate inizia una fuga di tre atlete - Lauren Kitchen (Nazionale australiana), Silvia Valsecchi (Top Girls Fassa Bortolo-Ghezzi) e Alessandra Borchi (Gauss-RDZ-Ormu) - che raggiungono un vantaggio massimo di oltre due minuti prima di essere riprese ai piedi della salita di Cunardo. Su questa ascesa il gruppo si riduce ad una trentina di unità; Emma Pooley conquista il GPM. A pochi chilometri dal traguardo scatta la russa Ol'ga Zabelinskaja (Safi-Pasta Zara), seguita dalla tedesca Judith Arndt (HTC-Columbia); entrambe vengono però raggiunte da Vos che sfrutta la volata lanciata dalla tedesca per superarla a pochi metri dall'arrivo. Invariate le classifiche parziali generale, giovani, a punti e delle italiane, mentre Pooley veste la maglia verde di miglior scalatrice

### 7ª tappa
- 8 luglio: Como > Albese con Cassano – 110,8 km

Risultati
| Pos. | Corridore      | Squadra     | Tempo    |
| ---- | -------------- | ----------- | -------- |
| 1    | Evelyn Stevens | HTC         | 3h14'33" |
| 2    | Marianne Vos   | Paesi Bassi | a 42"    |
| 3    | Judith Arndt   | HTC         | s.t.     |

| Pos. | Corridore       | Squadra     | Tempo     |
| ---- | --------------- | ----------- | --------- |
| 1    | Marianne Vos    | Paesi Bassi | 17h05'56" |
| 2    | Judith Arndt    | HTC         | a 27"     |
| 3    | Tatiana Guderzo | Valdarno    | a 1'09"   |

Descrizione e riassunto
Per la prima volta il Giro parte da Como, snodandosi quindi sul Triangolo Lariano, per arrivare ad Albese con Cassano, paese natale di Fabio Casartelli. Dopo meno di venti chilometri il percorso affronta la prima delle due ascese di giornata: lasciato il Lago di Como a Nesso, si sale fino a Pian Tivano scollinando a Colma di Sormano, da cui una lunga discesa porta a Lecco. Dal capoluogo lombardo si costeggia ancora il Lario fino a Bellagio da cui si affronta la salita del Ghisallo, scollinando a 20 km dal traguardo.
Sulla salita verso Colma il gruppo inizia già a scremarsi, con un gruppetto di atlete che scollinano per prime - Tatiana Guderzo e Jevhenija Vysoc'ka (Team Valdarno), Evelyn Stevens e Judith Arndt (HTC-Columbia) e Mara Abbott (Nazionale statunitense) - con poco più di un minuto di vantaggio. Lungo la discesa verso Pusiano si aggiungono la maglia rosa Marianne Vos (Nazionale olandese), Claudia Häusler (Cervélo TestTeam), Тat'jana Аntošina (Team Valdarno) e Amber Neben (Nazionale statunitense). Verso Bellagio allunga Evelyn Stevens, campionessa nazionale a cronometro, che inizia il Ghisallo con 1'28" di vantaggio, perde quasi un minuto lungo la salita ma mantiene il vantaggio fin sul traguardo, dando la quinta vittoria al Giro alla HTC-Columbia. Dietro di lei, la volata tra le inseguitrici è vinta da Vos su Arndt.

### 8ª tappa
- 9 luglio: Chiavenna > Livigno – 93 km

Risultati
| Pos. | Corridore    | Squadra     | Tempo    |
| ---- | ------------ | ----------- | -------- |
| 1    | Mara Abbott  | Stati Uniti | 2h55'35" |
| 2    | Emma Pooley  | Cervélo     | a 1'27"  |
| 3    | Judith Arndt | HTC         | a 1'40"  |

| Pos. | Corridore       | Squadra     | Tempo     |
| ---- | --------------- | ----------- | --------- |
| 1    | Mara Abbott     | Stati Uniti | 20h03'15" |
| 2    | Judith Arndt    | HTC         | a 19"     |
| 3    | Tatiana Guderzo | Valdarno    | a 1'05"   |

Descrizione e riassunto
Per la prima volta in questa edizione il Giro Donne esce dall'Italia, sconfinando nella vicina Svizzera, in una tappa costantemente in salita che porta le atlete da Chiavenna a Livigno. Lasciata l'Italia a Piuro, il percorso sale sin dalla partenza verso il primo GPM sul passo del Maloja, poi si sposta a Sankt Moritz, attraversa Pontresina e torna a salire verso il Bernina (secondo GPM a 2328 m s.l.m.). Dopo una breve discesa, si affronta l'ultima ascesa verso la Forcola di Livigno (terzo GPM), per arrivare sul traguardo di Livigno.
La prima tappa alpina del Giro fa subito selezione nel gruppo, con le migliori scalatrici e le pretendenti alla vittoria finale che si avvantaggiano sull'ascesa che porta al Passo Maloja. Mara Abbott (Nazionale statunitense), la prima a scollinare, ed Emma Pooley (Cervélo TestTeam), sono seguite da Tatiana Guderzo (Team Valdarno), Evelyn Stevens e Judith Arndt (HTC-Columbia), Claudia Häusler (Cervélo) e Тat'jana Аntošina (Team Valdarno). La stessa situazione si ripete in cima al Bernina, con Abbott che scollina per prima, seguita da Pooley e Guderzo, mentre la maglia rosa Marianne Vos perde oltre due minuti al passaggio sul GPM. Lungo la successiva discesa la statunitense attacca e rimane sola, affrontando così la Forcola e la discesa verso Livigno; qui il vantaggio su Pooley sale oltre il minuto, e oltre un minuto e trenta su Arndt e Guderzo. Distacchi pressoché invariati fin sul traguardo, dove Abbott e Pooley arrivano da sole e Arndt batte Guderzo nello sprint per il terzo posto.
Cambia la proprietaria della maglia rosa: il primato nella generale va infatti a Mara Abbott, mentre Vos arriva a 3'22" dalla statunitense, mantenendo comunque la maglia banca di miglior giovane. Tatiana Guderzo perde la maglia verde a favore di Abbott, ma mantiene il primato tra le italiane.

### 9ª tappa
- 10 luglio: Livigno  > Stelvio – 68,5 km

Risultati
| Pos. | Corridore    | Squadra     | Tempo    |
| ---- | ------------ | ----------- | -------- |
| 1    | Mara Abbott  | Stati Uniti | 2h27'15" |
| 2    | Emma Pooley  | HTC         | a 27"    |
| 3    | Judith Arndt | HTC         | a 1'43"  |

| Pos. | Corridore       | Squadra     | Tempo     |
| ---- | --------------- | ----------- | --------- |
| 1    | Mara Abbott     | Stati Uniti | 22h30'20" |
| 2    | Judith Arndt    | HTC         | a 2'08"   |
| 3    | Tatiana Guderzo | Valdarno    | a 3'05"   |

Descrizione e riassunto
La nona tappa del Giro Donne arriva per la prima volta in assoluto sul passo dello Stelvio, confine tra la Lombardia e l'Alto Adige. La prima ascesa di giornata porta il gruppo al primo GPM, in località Trepalle, da cui poi inizia la discesa verso Valdidentro, si aggiungono i Bagni di Bormio e inizia l'ascesa verso il passo, la Cima Coppi dell'edizione 2010 a quota 2725 metri.
Sul primo GPM è Emma Pooley (Cervélo) a scollinare per prima, seguita da Evelyn Stevens (HTC-Columbia) e Amanda Miller (Usa), Marianne Vos (Olanda) ed Jevhenija Vysoc'ka (Team Valdarno), ma la britannica perde contatto lungo la discesa verso Bormio. Ai piedi dello Stelvio attaccano in quindici, ma già nei primi chilometri si staccano in tre, Grete Treier (SC Michela Fanini-Record-Rox), Lucinda Brand (Nazionale olandese) e Ol'ga Zabelinskaja (Safi-Pasta Zara), poi riprese. A dieci chilometri dal traguardo rimangono in cinque, Claudia Häusler ed Emma Pooley (Cervélo), Judith Arndt (HTC-Columbia), Tatiana Guderzo (Team Valdarno) e Mara Abbott (Nazionale statunitense).
Allo scatto della Pooley risponde solo la maglia rosa, mentre alle loro spalle le inseguitrici rimangono isolate, finché la tedesca Arndt riaggancia Guderzo e insieme riducono lo svantaggio sulle battistrada. A due chilometri dalla vetta, Abbott attacca e stacca Pooley, giungendo sola sul passo. Nonostante il secondo posto Emma Pooley riesce a ottenere i punti sufficienti per assicurarsi la maglia verde, mentre le altre classifiche rimangono invariate.

### 10ª tappa
- 11 luglio: Monza  > Monza – 115 km

Risultati
| Pos. | Corridore        | Squadra     | Tempo    |
| ---- | ---------------- | ----------- | -------- |
| 1    | Shelley Evans    | Stati Uniti | 2h45'28" |
| 2    | Kirsten Wild     | Cervélo     | s.t.     |
| 3    | Giorgia Bronzini | Gauss       | s.t.     |

| Pos. | Corridore       | Squadra     | Tempo     |
| ---- | --------------- | ----------- | --------- |
| 1    | Mara Abbott     | Stati Uniti | 25h15'54" |
| 2    | Judith Arndt    | HTC         | a 2'05"   |
| 3    | Tatiana Guderzo | Valdarno    | a 3'05"   |

Descrizione e riassunto
Il Giro Donne 2010 si chiude con un giro della Brianza, con partenza e traguardo a Monza. Al via si affrontano tre giri dell'autodromo, per poi spostarsi verso le provincie di Lecco e Como, da cui poi si ritorna sul capoluogo brianzolo con il traguardo alla Villa Reale. Percorso vallonato e favorevole ai tentativi di fuga, mentre l'arrivo favorisce la volata.
Dopo il circuito iniziale attaccano in tre, Evelyn Stevens (HTC-Columbia), Alona Andruk (Safi-Pasta Zara) e Silvia Valsecchi (Top Girls Fassa Bortolo-Ghezzi) ma non guadagnano che trenta secondi. Solo la statunitense, staccatasi dalle altre due, raggiunge il minuto di vantaggio ma viene poi riassorbita dal gruppo a Mariano Comense, a 30 km dal traguardo. Un secondo attacco viene portato da sei atlete, Iris Slappendel (Cervélo), Noemi Cantele e ancora Evelyn Stevens (HTC-Columbia), Giorgia Bronzini (Gauss), Martina Růžičková (SC Michela Fanini-Record-Rox) e Sanne van Paassen (Nazionale olandese). Anche questo tentativo viene riassorbito dal gruppo, con le statunitensi che lavorano per lo sprint di Shelley Evans, che batte in volata Kirsten Wild e Giorgia Bronzini.
Mara Abbott si laurea per la prima volta vincitrice del Giro Donne, con 2 minuti sulla tedesca Arndt e 3 su Guderzo. Quest'ultima indossa la maglia blu di migliore italiana, graduatoria in cui distanzia di più di un'ora Elena Berlato. Alla britannica Pooley va la maglia verde di miglior scalatrice, mentre Marianne Vos si aggiudica la classifica delle giovani e a punti, rispettivamente maglia bianca e ciclamino.

## Evoluzione delle classifiche
In questa edizione sono state assegnate cinque differenti maglie. La maglia rosa (sponsorizzata dalla Diadora) distingueva la leader della classifica generale, calcolata sommando il tempo alla fine di ogni frazione di ogni singola ciclista ed assegnando dei bonus per le prime tre che hanno tagliato il traguardo finale (10, 6 e 4 secondi). La maglia ciclamino (sponsor Pasta Zara) distingueva la leader della classifica a punti, calcolata attribuendo rispettivamente 15, 12, 10, 8, 6, 5, 4, 3, 2, 1 punti alle prime 10 atlete giunte sul traguardo finale e 3, 2 e 1 punti alle prime tre sul traguardo intermedio.
La classifica Gran Premio della Montagna (sponsor Poliedra), contraddistinta dalla maglia verde, è stata calcolata attribuendo dei punti alle prime cinque atlete che passavano dai GPM, rispettivamente 13, 11, 9, 7 e 5 punti ai GPM di prima categoria, 7, 5, 3, 2 e 1 punti ai GPM di seconda e 5, 4, 3, 2 e 1 punti ai GPM di terza. Anche il traguardo della nona tappa, con arrivo sul passo dello Stelvio, attribuiva punti per questa classifica.
La maglia bianca (sponsor Regione Lombardia) era il simbolo della classifica giovani, graduatoria calcolata allo stesso modo della classifica generale ma riservata alle atlete nate dopo il 1º gennaio 1987 (23 anni). L'ultima maglia, quella blu sponsorizzata dalla Geox, distingueva la miglior italiana in gara ed era calcolata con le stesse modalità della classifica generale.
| Tappa              | Vincitrice          | Classifica generale Maglia rosa | Classifica a punti Maglia ciclamino | Classifica GPM Maglia verde | Classifica giovani Maglia bianca | Classifica italiane Maglia blu |
| ------------------ | ------------------- | ------------------------------- | ----------------------------------- | --------------------------- | -------------------------------- | ------------------------------ |
| 1                  | Ina-Yoko Teutenberg | Ina-Yoko Teutenberg             | Ina-Yoko Teutenberg                 | Martine Bras                | Marianne Vos                     | Giorgia Bronzini               |
| 2                  | Ina-Yoko Teutenberg | Ina-Yoko Teutenberg             | Ina-Yoko Teutenberg                 | Martine Bras                | Marianne Vos                     | Giorgia Bronzini               |
| 3                  | Ina-Yoko Teutenberg | Ina-Yoko Teutenberg             | Ina-Yoko Teutenberg                 | Martine Bras                | Marianne Vos                     | Tatiana Guderzo                |
| 4                  | Ina-Yoko Teutenberg | Ina-Yoko Teutenberg             | Ina-Yoko Teutenberg                 | Martine Bras                | Marianne Vos                     | Tatiana Guderzo                |
| 5                  | Marianne Vos        | Marianne Vos                    | Ina-Yoko Teutenberg                 | Martine Bras                | Marianne Vos                     | Tatiana Guderzo                |
| 6                  | Marianne Vos        | Marianne Vos                    | Ina-Yoko Teutenberg                 | Emma Pooley                 | Marianne Vos                     | Tatiana Guderzo                |
| 7                  | Evelyn Stevens      | Marianne Vos                    | Marianne Vos                        | Tatiana Guderzo             | Marianne Vos                     | Tatiana Guderzo                |
| 8                  | Mara Abbott         | Mara Abbott                     | Marianne Vos                        | Mara Abbott                 | Marianne Vos                     | Tatiana Guderzo                |
| 9                  | Mara Abbott         | Mara Abbott                     | Marianne Vos                        | Emma Pooley                 | Marianne Vos                     | Tatiana Guderzo                |
| 10                 | Shelley Evans       | Mara Abbott                     | Marianne Vos                        | Emma Pooley                 | Marianne Vos                     | Tatiana Guderzo                |
| Classifiche finali | Classifiche finali  | Mara Abbott                     | Marianne Vos                        | Emma Pooley                 | Marianne Vos                     | Tatiana Guderzo                |

## Classifiche finali

### Classifica generale - Maglia rosa
| Pos. | Corridore          | Squadra     | Tempo     |
| ---- | ------------------ | ----------- | --------- |
| 1    | Mara Abbott        | Stati Uniti | 25h15'54" |
| 2    | Judith Arndt       | HTC         | a 2'05"   |
| 3    | Tatiana Guderzo    | Valdarno    | a 3'05"   |
| 4    | Claudia Häusler    | Cervélo     | a 5'26"   |
| 5    | Emma Pooley        | Cervélo     | a 7'29"   |
| 6    | Jevhenija Vysoc'ka | Safi        | a 8'23"   |
| 7    | Marianne Vos       | Paesi Bassi | a 9'24"   |
| 8    | Тat'jana Аntošina  | Valdarno    | a 12'08"  |
| 9    | Ol'ga Zabelinskaja | Safi        | a 23'03"  |
| 10   | Elena Berlato      | Top Girls   | a 25'50"  |

### Classifica a punti - Maglia ciclamino
| Pos. | Corridore           | Squadra     | Punti |
| ---- | ------------------- | ----------- | ----- |
| 1    | Marianne Vos        | Paesi Bassi | 80    |
| 2    | Ina-Yoko Teutenberg | HTC         | 65    |
| 3    | Judith Arndt        | HTC         | 62    |
| 4    | Kirsten Wild        | Cervélo     | 52    |
| 5    | Mara Abbott         | Stati Uniti | 45    |

### Classifica Gran Premio della Montagna - Maglia verde
| Pos. | Corridore       | Squadra     | Punti |
| ---- | --------------- | ----------- | ----- |
| 1    | Emma Pooley     | Cervélo     | 48    |
| 2    | Mara Abbott     | Stati Uniti | 43    |
| 3    | Tatiana Guderzo | Valdarno    | 33    |
| 4    | Evelyn Stevens  | HTC         | 22    |
| 5    | Judith Arndt    | HTC         | 17    |

### Classifica giovani - Maglia bianca
| Pos. | Corridore        | Squadra     | Tempo     |
| ---- | ---------------- | ----------- | --------- |
| 1    | Marianne Vos     | Paesi Bassi | 25h25'18" |
| 2    | Elena Berlato    | Top Girls   | a 16'26"  |
| 3    | Shara Gillon     | Australia   | a 32'38"  |
| 4    | Tiffany Cromwell | Australia   | a 48'16"  |
| 5    | Polona Batagelj  | Bizkaia     | a 49'11"  |

### Classifica italiane - Maglia blu
| Pos. | Corridore        | Squadra   | Tempo      |
| ---- | ---------------- | --------- | ---------- |
| 1    | Tatiana Guderzo  | Valdarno  | 25h18'59"  |
| 2    | Elena Berlato    | Top Girls | a 1h23'47" |
| 3    | Monia Baccaille  | Valdarno  | a 1h27'19" |
| 4    | Silvia Valsecchi | Top Girls | a 1h38'10" |
| 5    | Noemi Cantele    | HTC       | a 1h38'38" |

## Punteggi UCI
Come da regolamento UCI, vengono attribuiti diversi punteggi in base al piazzamento parziale e finale, in base ai quali vengono stilate classifiche individuale, a squadre e per nazioni. I punteggi vengono attribuiti come segue:
- Classifica generale finale: 80, 56, 32, 24, 20, 16, 12, 8, 7, 6, 5 e 3 punti alle prime dodici classificate;
- Piazzamenti parziali: 16, 11, 6, 5, 4 e 2 alle prime sei classificate di ogni tappa;
- Maglia oro: 8 punti all'atleta che indossa la maglia di leader della classifica generale al termine di ogni tappa.

La classifica a squadre è calcolata sommando i punti ottenuti dalle prime quattro atlete di ogni squadra, quella delle nazioni delle prime cinque.
| Pos. | Corridore            | Squadra     | Punti |
| ---- | -------------------- | ----------- | ----- |
| 1    | Mara Abbott          | Stati Uniti | 143   |
| 2    | Marianne Vos         | Paesi Bassi | 98    |
| 3    | Ina-Yoko Teutenberg  | HTC         | 98    |
| 4    | Judith Arndt         | HTC         | 97    |
| 5    | Tatiana Guderzo      | Valdarno    | 63    |
| 6    | Kirsten Wild         | Cervélo     | 43    |
| 7    | Emma Pooley          | Cervélo     | 42    |
| 8    | Claudia Häusler      | Cervélo     | 34    |
| 9    | Giorgia Bronzini     | Gauss       | 33    |
| 10   | Shelley Evans        | Stati Uniti | 29    |
| 11   | Jevhenija Vysoc'ka   | Safi        | 18    |
| 12   | Evelyn Stevens       | HTC         | 16    |
| 13   | Тat'jana Аntošina    | Valdarno    | 16    |
| 14   | Ol'ga Zabelinskaja   | Safi        | 15    |
| 15   | Edita Pučinskaitė    | Gauss       | 7     |
| 16   | Rasa Leleivytė       | Safi        | 7     |
| 17   | Elena Berlato        | Top Girls   | 6     |
| 18   | Linda Villumsen      | HTC         | 5     |
| 19   | Edwige Pitel         | M. Fanini   | 5     |
| 20   | Barbara Guarischi    | M. Fanini   | 4     |
| 21   | Annemiek van Vleuten | Paesi Bassi | 4     |
| 22   | Alessandra D'Ettorre | Top Girls   | 4     |
| 23   | Nina Ovčarenko       | M. Fanini   | 2     |

| Pos. | Squadra                        | Punti |
| ---- | ------------------------------ | ----- |
| 1    | Team HTC-Columbia Women        | 216   |
| 2    | Nazionale statunitense         | 172   |
| 3    | Cervélo TestTeam Women         | 119   |
| 4    | Nazionale olandese             | 102   |
| 5    | Team Valdarno                  | 79    |
| 6    | Gauss-RDZ-Ormu                 | 40    |
| 7    | Safi-Pasta Zara                | 40    |
| 8    | SC Michela Fanini-Record-Rox   | 11    |
| 9    | Top Girls Fassa Bortolo-Ghezzi | 10    |

| Pos. | Squadra       | Punti |
| ---- | ------------- | ----- |
| 1    | Germania      | 229   |
| 2    | Stati Uniti   | 188   |
| 3    | Paesi Bassi   | 145   |
| 4    | Italia        | 110   |
| 5    | Regno Unito   | 42    |
| 6    | Russia        | 31    |
| 7    | Ucraina       | 20    |
| 8    | Lituania      | 14    |
| 9    | Nuova Zelanda | 5     |
| 10   | Francia       | 5     |